# 稲荷 (弥富市)
稲荷（いなり）は、愛知県弥富市の地名。

## 地理
弥富市旧弥富町南東部に位置する。東から北は飛島村、西は狐地・稲元、南は大谷・操出・三稲に接する。

## 歴史

### 人口の変遷
国勢調査による人口および世帯数の推移。
| 1995年（平成7年）  | 48世帯 208人 |  |
| 2000年（平成12年） | 46世帯 194人 |  |
| 2005年（平成17年） | 44世帯 185人 |  |
| 2010年（平成22年） | 49世帯 158人 |  |
| 2015年（平成27年） | 50世帯 153人 |  |

### 沿革
- 元禄10年 - 知多郡寺本村在の又右衛門および同郡古見村在の忠左衛門が開発し、海西郡稲荷新田となる[2]。
- 宝永5年 - 堤防が大破し、海中に没する[2]。
- 延享4年 - 知多郡大野村在の平野六兵衛の手により再開発が成る[2]。
- 1889年（明治22年） - 大藤村大字稲荷新田となる[2]。
- 1906年（明治39年） - 鍋田村大字稲荷新田となる[2]。
- 1937年（昭和12年） - 鍋田村大字稲荷となる[2]。
- 1955年（昭和30年） - 弥富町大字稲荷となる[2]。
- 2006年（平成18年）4月1日 -  弥富町稲荷一丁目・稲荷二丁目・稲荷三丁目・稲荷四丁目については弥富市稲荷一丁目・稲荷二丁目・稲荷三丁目・稲荷四丁目に、大字稲荷字東堤・字豊田三・字堅田一・字堅田二・字堅田三・字江崎・字元葭野・字堤外・字元吉野についてはそれぞれ稲荷町東堤・稲荷町豊田三・稲荷町堅田一・稲荷町堅田二・稲荷町堅田三・稲荷町江崎・稲荷町元葭野・稲荷町堤外・稲荷町元吉野となる[WEB 10]。

## 交通
- 西尾張中央道[1]
- 国道23号[1]

## 施設
- 神明社[1]

### WEB
1. ↑  “愛知県弥富市の町丁・字一覧”.   人口統計ラボ. 2022年12月12日閲覧。
2. ↑  総務省統計局 (2017年1月27日). “平成27年国勢調査の調査結果(e-Stat) - 男女別人口及び世帯数 －町丁・字等” (CSV). 2021年7月21日閲覧。
3. ↑  “愛知県弥富市の郵便番号一覧”.   日本郵便. 2022年12月12日閲覧。
4. ↑  “市外局番の一覧” (PDF).   総務省 (2022年3月1日). 2022年3月22日閲覧。
5. ↑  総務省統計局 (2014年3月28日). “平成7年国勢調査の調査結果(e-Stat) - 男女別人口及び世帯数 －町丁・字等” (CSV). 2021年7月20日閲覧。
6. ↑  総務省統計局 (2014年5月30日). “平成12年国勢調査の調査結果(e-Stat) - 男女別人口及び世帯数 －町丁・字等” (CSV). 2021年7月20日閲覧。
7. ↑  総務省統計局 (2014年6月27日). “平成17年国勢調査の調査結果(e-Stat) - 男女別人口及び世帯数 －町丁・字等” (CSV). 2021年7月21日閲覧。
8. ↑  総務省統計局 (2012年1月20日). “平成22年国勢調査の調査結果(e-Stat) - 男女別人口及び世帯数 －町丁・字等” (CSV). 2021年7月21日閲覧。
9. ↑  総務省統計局 (2017年1月27日). “平成27年国勢調査の調査結果(e-Stat) - 男女別人口及び世帯数 －町丁・字等” (CSV). 2021年7月21日閲覧。
10. ↑  弥富市役所 総務部 総務課 行政グループ (2015年2月19日). “弥富市住所一覧  旧弥富町” (pdf).   弥富市. 2023年4月5日閲覧。[リンク切れ]

### 書籍
1. 1 2 3 4 5  「角川日本地名大辞典」編纂委員会 1989, p. 1898.
2. 1 2 3 4 5 6 7  「角川日本地名大辞典」編纂委員会 1989, p. 176.